# Juristenzeitung
Die Juristenzeitung (JZ)  (Eigenschreibweise JuristenZeitung) ist eine juristische Fachzeitschrift. Sie existiert seit 1951 und ist Nachfolgerin der Süddeutschen Juristen-Zeitung, die von 1946 bis 1950 herausgegeben wurde. Sie erscheint in 24 Ausgaben im Jahr im Mohr Siebeck Verlag und wurde in einem 2009 in der JZ veröffentlichten Ranking als die führende allgemeinjuristische Fachzeitschrift des deutschen Sprachraums ermittelt. Die Redaktion liegt seit 2007 bei Martin Idler.
Zuvor hatte es ab 1896 die von Paul Laband gegründete Deutsche Juristen-Zeitung im Verlag Otto Liebmann, später im Verlag C. H. Beck gegeben. Sie wurde ab 1934 von Carl Schmitt herausgegeben und ging nach Schmitts Entmachtung 1936 in der Zeitschrift der Akademie für Deutsches Recht auf, die auch von C. H. Beck herausgegeben wurde. Herausgeber der Süddeutschen Juristenzeitung von 1946 bis 1951 war der bis 1945 in Berlin als Rechtsanwalt und Notar und ab 1952 als Rechtsanwalt in Frankfurt am Main tätige Heinz Kleine (* 1903 in Senftenberg), der ab 1948 als Mitherausgeber der Juristenzeitung fungierte. Er wirkte zum als Justitiar des Börsenvereins des Deutschen Buchhandels (bis 1968) und war Mitglied der Sachverständigenkommission für Urheberrecht beim Bundesjustizministerium.

## Herausgeber
- Bernhard Großfeld, Münster (bis 2000)
- Eric Hilgendorf, Würzburg (seit 2014)
- Matthias Jestaedt, Freiburg im Breisgau (seit 2006)
- Florian Möslein, Marburg
- Herbert Roth, Regensburg
- Christian Starck, Göttingen, Richter des Niedersächsischen Staatsgerichtshofs a. D. (bis 2006)
- Astrid Stadler, Konstanz (seit 2013)
- Rolf Stürner, Freiburg im Breisgau, Richter am OLG (bis 2012)
- Joachim Vogel, München, Richter am OLG (2003 bis 2013)
- Ulrich Weber, Tübingen (bis 2002)